# Soudeillette
Die Soudeillette (im Oberlauf: Rivière Blanche und Saulière) ist ein Fluss in Frankreich, der im Département Corrèze in der Region Nouvelle-Aquitaine verläuft. Sie entspringt im Gemeindegebiet von Ambrugeat, im Regionalen Naturpark Millevaches en Limousin, entwässert generell Richtung Süd bis Südost und mündet nach rund 27 Kilometern im Gemeindegebiet von Moustier-Ventadour als rechter Nebenfluss in die Luzège.

## Orte am Fluss
- Davignac
- Soudeilles
- Moustier-Ventadour